# قائمة المصطلحات الواردة في علم الحديث

## مصطلحات وصف كتب الحديث
- الأطراف: كتاب الحديث الذي فيه يقتصر مؤلفه على ذكر طرف من الحديث (ليُعرف القارئ بالحديث المقصود)، ثم يذكر أسانيده الواردة في المراجع التي روت هذا الحديث، لتسهيل معرفة أسانيده بجمعها في موضع واحد، وهي نوع من الفهرسة.
  - مثل إتحاف المهرة بأطراف العشرة لابن حجر العسقلاني

- الزوائد: كتاب الحديث الذي يختص بجمع الأحاديث التي يزيد بها أحد الكتب عن غيره، أي التي وردت في كتاب من كتب الأحاديث ولم ترد في غيره.
  - مثل مصباح الزجاجة في زوائد ابن ماجه

- المستخرج: كتاب الحديث الذي يَستخرج أحاديث من الصحيحين بأسانيد غير أسانيدهما

- المستدرك: كتاب الحديث الذي يجمع الأحاديث الموافقة لشرط أحد المحدثين لكنه لم يخرجها في كتابه.
  - مثل المستدرك على الصحيحين للنيسابوري

- المسند: كتاب الحديث المرتب حسب مسانيد الصحابة من جهة حروف الهجاء أو السوابق الإسلامية أو شرافة النسب.
  - مثل مسند الإمام أحمد
- السنن: كتاب الحديث المرتب على الأبواب الفقهية، ويحتوي على الأحاديث المرفوعة.
  - مثل سنن أبي داود
- المُصَنف: كتاب الحديث المرتب على الأبواب الفقهية، ويحتوي على الأحاديث المرفوعة والموقوفة والمقطوعة.
  - مثل مصنف ابن أبي شيبة

- الموطأ: كتاب الحديث المرتب على الأبواب الفقهية، ويحتوي على الأحاديث المرفوعة والموقوفة والمقطوعة، ويضم جملة من اجتهادات المؤلف وفتاواه
  - مثل موطأ مالك

- المعجم: كتاب الحديث المرتب على طريقة المعاجم، أي على حروف الهجاء.
  - مثل معجم الطبراني

- الشروحات: كتب الحديث المعنية بشرح الأحاديث.
  - مثل شرح صحيح البخاري لابن بطال

- الجزء: كتاب الحديث الذي يجمع الأحاديث المتعلقة بموضوع واحد، أو المروية عن رجل واحد، أو أسانيد الحديث الواحد.
  - مثل جزء حديث أبي بكر

## مصطلحات وصف المنشغل بعلم الحديث
- الراوي: كل من ينقل الحديث.
- المُسنِد: من يروي الحديث بإسناده، سواءً كان عنده علم به أو ليس له إلا مجرد الرواية.
- الشيخ: من له نُسخة كتاب جامع لعدة أحاديث، منكب على تلقِينها لطالبي الحديث، وقيل هو الكامل في فنه ولو كان شاباً.
- المُحدِّث: من يشتغل بعلم الحديث روايةً ودرايةً، واطلع على كثيرٍ من الرواة والروايات في عصره، وتميز في ذلك حتى عرف فيه خطه واشتهر فيه ضبطه. وقيل هو من يأخذ الرواية عن غيره ويقتصر على الدراية، وقيل هو العالم بعلم الحديث، وأحوال رجاله، وكتب الحديث والمسانيد.
- الحافظ: أرفع من المحدث، وقيل هو بمعنى المُحَدِّث، وقيل هو أحاط علمه بمئة ألف حديث، وقيل هو من يحفظ ثلاثمائة ألف حديث بأسانيدها ومتونها، وقيل خمسمائة ألف، وقيل سبعمائة ألف حديث.
- الحُجة: هو من يحفظ ثلاثمائة ألف حديث، وهو الحافظ عظيم الإتقان، والمدقق فيما يحفظ من الأسانيد والمتون تدقيقًا بالغًا، وقد عرفه المتأخرون من العلماء بأنه الذي يحفظ ثلاثمائة ألف حديث مع معرفة أسانيدها ومتونها. أي أحاط علمه بثلاثمئة ألف حديث.
- الحاكم: وهو من أحاط بالسُّنة، ولم يفته إلا اليسير منها، أي أحاط علما بجميع الأحاديث المروية متناً واسناداً وجرحاً وتعديلاً وتاريخاً، بحيث إذا ذُكر له حديث، فقال لم يبلغني، أو لم أعرفه، فلا أصل للحديث.
- أمير المؤمنين في الحديث: الذي فاق في الحفظ والإتقان في علم الحديث وهي رُتبة لم ينلها إلاَّ الأفذاذ النوادر.